# Bristol Type 148
Bristol Type 148 là một mẫu thử máy bay hiệp đồng lục quân của Anh.

## Tính năng kỹ chiến thuật (Type 148B)
Dữ liệu lấy từ Barnes 1970, tr. 266
Đặc điểm tổng quát
- Kíp lái: 2
- Chiều dài: 31 ft 4 in (9,55 m)
- Sải cánh: 40 ft 0 in (12,19 m)
- Chiều cao: 10 ft 6 in (3,2 m)
- Diện tích cánh: 275 ft2 (25,6 m2)
- Trọng lượng rỗng: 4.450 lb (2.020 kg)
- Trọng lượng có tải: 5.250 lb (2.380 kg)
- Động cơ: 1 × Bristol Taurus II, 1.050 hp (783 kW)

Hiệu suất bay
- Vận tốc cực đại: 290 mph (467 km/h)

Vũ khí trang bị
- 2× súng máy Browning 0.303 in (7,7 mm)
- 1× súng máy Lewis.303 in (7,7 mm)